# Geburtsstein
Geburtssteine sind Edelsteine, die traditionell bestimmten Geburtsmonaten oder astrologischen Tierkreiszeichen zugeordnet werden. 

## Herkunft und Entwicklung
Schon in antiken Kulturen wie Mesopotamien und im antiken Griechenland wurden Edelsteinen besondere symbolische oder spirituelle Wirkungen zugeschrieben. Die Praxis, jedem Monat einen Edelstein zuzuordnen, entwickelte sich im Judentum im Zusammenhang mit dem Brustschild des Hohepriesters, der zwölf Edelsteine enthielt. Im Laufe der Jahrhunderte wurden die Zuordnungen regional angepasst und popularisiert. Im Jahr 1912 veröffentlichte die National Association of Jewelers in den USA eine quasi-offizielle Liste von Geburtssteinen, die heute noch in vielen westlichen Ländern verbreitet ist.

## Moderne Bedeutung
Geburtssteine werden heute vielfach als Schmuck getragen und mit bestimmten spirituellen Eigenschaften verbunden, etwa Schutz, Heilung oder Erfolg.

## Verbindung zu Tierkreiszeichen
Neben der Monatszuordnung existiert die Tradition, Edelsteine bestimmten Tierkreiszeichen zuzuordnen. Diese sollen charakterliche Stärken unterstützen oder ausgleichen.